# Robert e Léon Morane
Os Irmãos Morane:
- Robert (✰ Paris, 10 de março de 1886;  ✝ Paris, 28 de agosto de 1968)[1] e
- Léon (✰ Paris, 11 de abril de 1885;  ✝ Paris, 09 de outubro de 1918),[1]

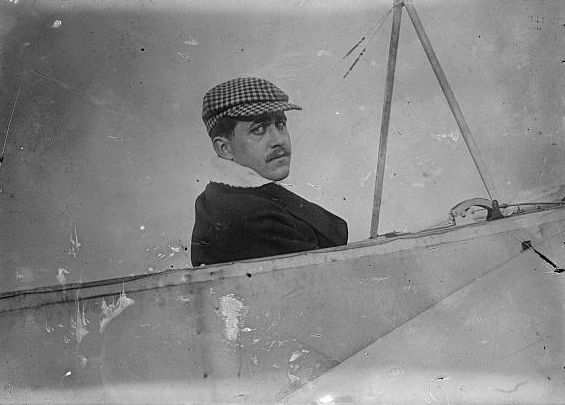
Léon Morane (1885–1918)

foram dois irmãos francêses, inventores e pioneiros da aviação.
Léon demonstrou seu interesse pela mecânica desde a infância, criando triciclos motorizados. Obteve seu brevê de piloto (de número 54) em 19 de Abril de 1910, tendo obtido recordes de velocidade e distância pilotando um avião Blériot.
Depois de um grave acidente em Outubro de 1910, Léon recebeu a visita de seu amigo de infância Raymond Saulnier, e um ano depois, criou com ele a Société Anonyme des Aéroplanes Morane-Saulnier em 10 de Outubro de 1911 que tinha como piloto de testes Robert Morane.
Depois da morte de Léon vitimado pela gripe espanhola em 19 de Outubro de 1918, seu irmão Robert assumiu o controle da empresa e continuou desenvolvendo o negócio no ramo de transporte aéreo durante a década de 30, criando uma companhia que viria a se tornar a Air Union antes de se transformar na Air France.